# Anthrax pudicus
Anthrax pudicus är en tvåvingeart som först beskrevs av Lynch Arribalzaga 1878.  Anthrax pudicus ingår i släktet Anthrax och familjen svävflugor. Inga underarter finns listade i Catalogue of Life.